# Disa stairsii
Disa stairsii  là một loài thực vật trong phân họ Lan. Chúng có thể được tìn thấy ở vùng núi Ruwenzori ở Đông Phi nhiệt đới.